# エスタディオ・ルイス・アパリシオ・エル・グランデ
エスタディオ・ルイス・アパリシオ・エル・グランデ（Estadio Luis Aparicio El Grande）は、ベネズエラのスリア州マラカイボにあるスタジアム。1963年に建設された。主に野球に使われており、リーガ・ベネソラーナ・デ・ベイスボル・プロフェシオナルのアギラス・デル・スリアが1969年から本拠地にしている。収容人数は23,900人。
スタジアム名は、1920年代から1950年代にかけて国内リーグで活躍したルイス・アパリシオ・オルテガの名に由来する。1971年1月1日にアパリシオ・オルテガが亡くなったため、彼の栄誉を称え球場名に名を冠した。スタジアム前にはアパリシオ・オルテガの銅像が建っている。アパリシオ・オルテガは、1950年代から1970年代にかけてメジャーリーグベースボールで活躍し1984年にはアメリカ野球殿堂入りも果たしたルイス・アパリシオの父親でもある。
1986年には当球場でカリビアンシリーズが開催され、メキシコのアギラス・デ・メヒカリが初優勝を遂げた。